# サビニの女たちの掠奪 (ルーベンス、ロンドン)

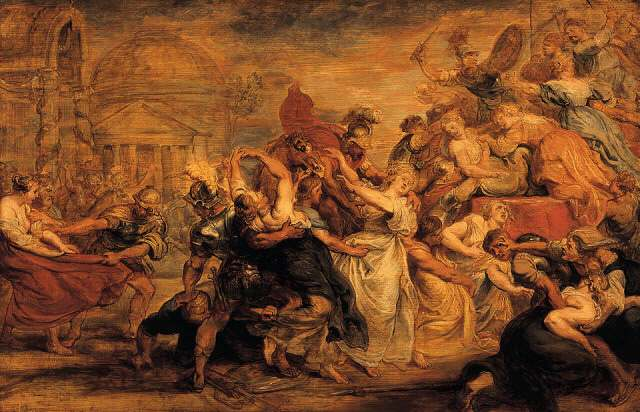
ルーベンス『サビニの女たちの掠奪 (ブリュッセル)』 (1639-1640年)、ベルフィウス (Belfius)・コレクション、ブリュッセル

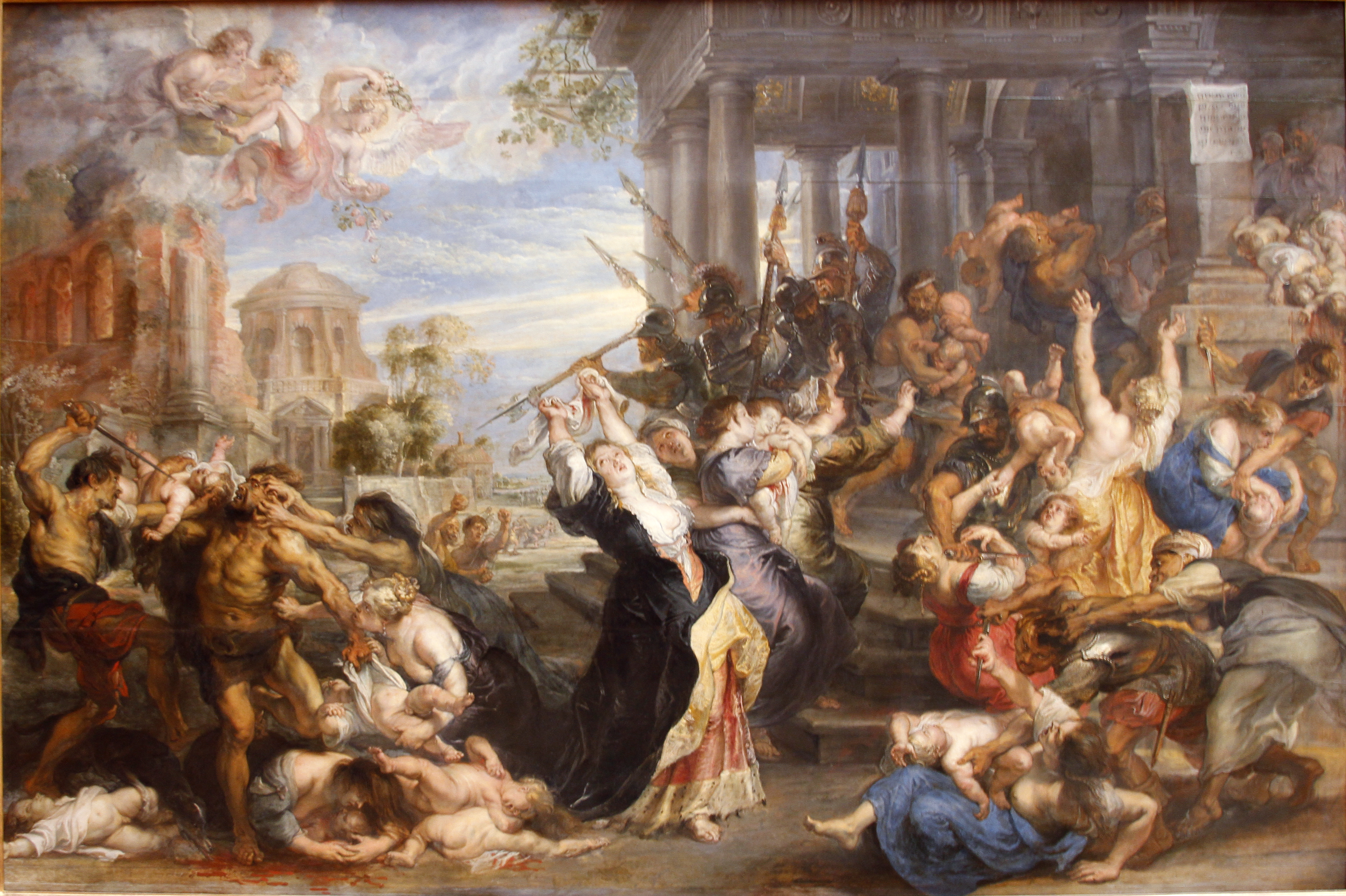
『幼児虐殺』(1636-1638年)、アルテ・ピナコテーク、ミュンヘン

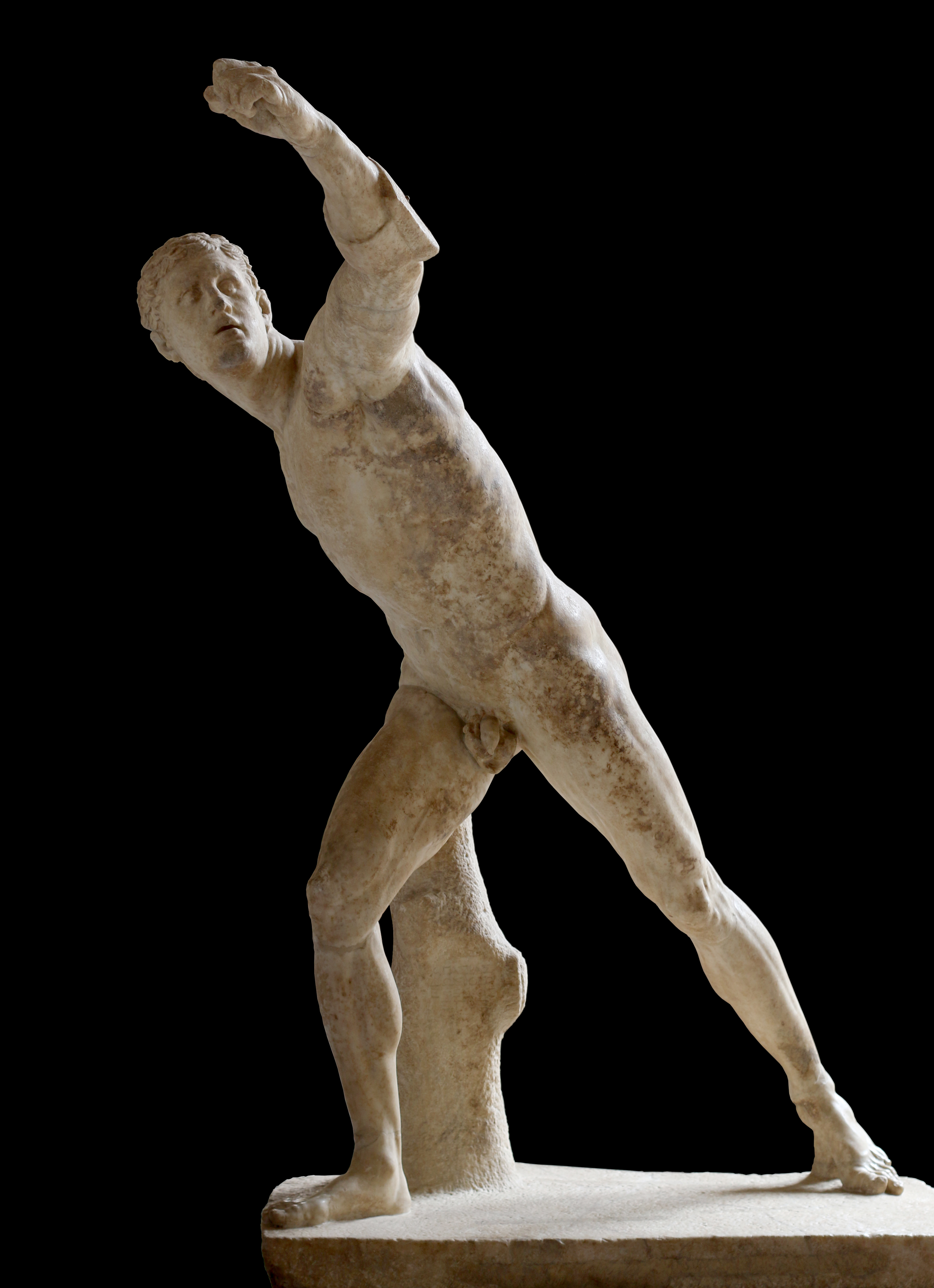
『ボルゲーゼの剣闘士』（紀元前100年ごろ）、ルーヴル美術館、パリ)

『サビニの女たちの掠奪』（サビニのおんなたちのりゃくだつ、蘭: De roof van de Sabijnse maagden、英: The Rape of the Sabine Women）は、フランドルのバロック期の巨匠ピーテル・パウル・ルーベンスが1635-1640年ごろにオーク板上に油彩で制作した絵画である。1824年に、ロンドンの実業家ジョン・ジュリアス・アンガースタインから購入されて以来、ロンドンのナショナル・ギャラリー に所蔵されている。なお、ルーベンスはスペイン王フェリペ4世 の依頼によりもう1点の同名の作品 (1639-1640年、ベルフィウス《Belfius》・コレクション、ブリュッセル) に着手したが、画家の死により未完成のまま残され、ガスパール・デ・クライエルにより完成された。

## 主題
リウィウス、プルタルコス、オウィディウス、ウェルギリウスらが伝えるところによれば、古代ローマの建国者ロムルスは女が非常に不足していたため国の発展に支障が出ることを憂い、北東の隣国に住んでいたサビニ人を祝宴に招き、その席上で未婚の若い女たちを略奪した。後にサビニ人たちは報復攻撃をしかけたが、すでにローマ人と結ばれていたサビニの女たちが間に入って戦いを止めさせたという。
ルーベンスは、本作と同時期に『幼児虐殺』 (アルテ・ピナコテーク、ミュンヘン) も描いている。どちらも罪のない女や子供が政治的暴力の犠牲となるという内容を持ち、歴史的主題を扱ったルーベンスの作品には珍しく、女が明らかに17世紀当時の服装で表されている点も共通している。ルーベンスが生きていたのは三十年戦争 (ネーデルラントに関しては八十年戦争) の時代であり、とりわけ16世紀以来のネーデルラントの分裂で最も大きな打撃を受けていたルーベンスの居住地アントウェルペンでは、人々は「平和と戦争の間で、戦争のもたらすあらゆる苦難と暴力を感じながらしかも平和の恩恵には少しも浴さずに行き悩んで」 (1628年8月10日、ルーベンスよりデュピュイ宛) いたのである。ルーベンスの『サビニの女たちの掠奪』と『幼児虐殺』の両作品は、政治的軋轢が引き起こす無辜の人々の惨状は決して過去のものではないという主張を持っていることは疑いがない。

## 作品
この大作で、ルーベンスは劇場的で複雑な場面を創造した。劇場を想起させる古典的な柱と、花輪で飾られたアーチを用い、人物を前景、中景、後景の3つ分けて配置することにより奥行の感覚を生み出している。前景にいる人物たちは明瞭な色彩で細部まで描写されている一方、中景の人物たちはより薄い色彩で描かれ、後景の人物たちは粗く描かれているのみである。
ドラマは、シルエットとなっているロムルスが座す画面右上から展開している。彼は貴賓用の高座を指さしているが、それはサビニの女たちを連れ去るサインである。前景には、早くも最初に連れ去られる女たちがクローズアップで描かれているのが見える。後景で戦う男たちの場面は解釈するのが困難であるが、女のうち2人が兵士に助けを求めており、馬上の人物が驚愕して見ていることから、おそらく女たちを守ろうとするサビニの男たちの試みを退けるローマ人たちを表している。　
ルーベンスの関心は、明らかに掠奪に関わる暴力性を強調することにある。色黒で筋骨たくましく、決意を示す容貌のローマ人たちと、色白で目を瞠っている、寄る辺ない女たちが対照されている。兵士たちは古代の装いであるが、女たちは17世紀の衣服を身に着けている。鑑賞者にとって、彼女たちはサビニの女ではなく、当時のフランドルの女たちなのである。画面前景中央にいる女は彼女たちの惨状を要約している。掠奪者の逞しい腕に抱えられ、彼女は神に祈る姿で両手を合わせ、顔を涙で濡らしている。描かれている暴力性にもかかわらず、ルーベンスは場面は場面にエロティシズムも加味している。何人かの女たちは胸を露わにし、1人の兵士は女のスカートを捲り上げている。
画面左端の短剣と盾を持つ兵士は、ルーベンスが若かった時期にローマで見た『ボルゲーゼの剣闘士』（ルーヴル美術館、パリ）を想起させる。また、貴賓用の高座の後部座席中央にいるピンクの衣服の女は、ルーベンスの2番目の妻エレーヌ・フールマンであるのかもしれない。